# Festiwal Soli Deo
Soli Deo - Jedynemu Bogu! – festiwal muzyki religijnej, organizowany przez Katolickie Stowarzyszenie Młodzieży „Serce”; od 1993 do 1999 jako festiwal o zasięgu diecezialnym a od 2000 jako ogólnopolski; na początku organizowany w formie konkursu, gdzie rywalizowano o nagrodę „Granitowego Dawida” z którego później zrezygnowano pozostawiając formę koncertów.  
Festiwal odbywa się corocznie od 1993 w Biłgoraju, z reguły na przełomie czerwca i lipca. Trwa 2-3 dni.
Ideą festiwalu jest: 
- Popularyzacja wartościowych opracowań wokalnych i muzycznych o charakterze religijnym.
- Prezentacja umiejętności i artystycznego dorobku solistów i zespołów ożywienie religijnego ruchu artystycznego.
- Konfrontacja i wzajemne poznanie się uczestników festiwalu.

## Edycje ogólnopolskie festiwalu
1. edycja - 7-9 lipca 2000 r.
2. edycja - 29 czerwca-1 lipca 2001 r.
3. edycja - 21-23 czerwca 2002 r.
4. edycja - 21-22 czerwca 2003 r.
5. edycja - 19-20 czerwca 2004 r.
6. edycja - 25-26 czerwca 2005 r.
7. edycja - 25 czerwca 2006 r.
8. edycja - 23-24 czerwca 2007 r.
9. edycja - 5-6 lipca 2008 r.
10. edycja - 4-5 lipca 2009 r.
11. edycja - 3-4 lipca 2010 r.
12. edycja - 2-3 lipca 2011 r.
13. edycja - 26 sierpnia 2012 r.
14. edycja - 7 lipca 2013 r.
15. edycja - 5-6 lipca 2014 r.
16. edycja - 4-5 lipca 2015 r.
17. edycja - 24 lipca 2016 r.
18. edycja - 9 lipca 2017 r.
19. edycja - 8 lipca 2018 r.
20. edycja - 7 lipca 2019 r.

## Niektórzy uczestnicy festiwalu
- Andrzej Piaseczny[6]
- Mieczysław Szcześniak
- Piotr Nagiel
- Roberto Bignoli
- Pod Budą
- Stare Dobre Małżeństwo[6]
- Tomasz Kamiński
- Raz, Dwa, Trzy[6]
- Szymon Wydra
- Trzecia Godzina Dnia
- Full Power Spirit